# Puig Blanc (Forallac)
El Puig Blanc és una muntanya de 255 metres que es troba al municipi de Forallac, a la comarca catalana del Baix Empordà.